# دیمین پریست
لوئیز مارتینز  (به انگلیسی:Luis Martínez، زاده ۲۶ سپتامبر ۱۹۸۲) یک کشتی‌گیر حرفه‌ای آمریکایی/پورتوریکویی است. او در حال حاضر در دبلیودبلیوئی و با نام دیمین پریست فعالیت می‌کند و عضو تیم جادجمنت دی و قهرمان سابق[[کمربند قهرمانی سنگین وزن جهان دبلیودبلیوئی (۲۰۲۳ - اکنون)بود
اما در سامر اسلم 2024 طی مسابقه سر کمربند سنگین وزن با گونتر در اواسط مسابقه فین بلر دخالت کرد و بخاطر طلافی کردن دخالت دیمین پریست در سامر اسلم 2023 که با سث رالنز مسابقه سر کمربند میداد دیمین پریست بخاطر دلیل نا معلومی دخالت کرد و باعث شد سث برنده شود و به همین خاطر فین در مسابقه گونتر و پریست دخالت کرد و باعث شد دیمین پریست از گونتر ببازه و گونتر تا همین الان صاحب کمربند سنگین وزن جهانیه.
همچنین بخاطر همین دخالت دیمین پریست از گروه جاجمنت دی بیرون رفت.

## افتخارات
- قهرمان کمربند تگ تیم اسمکدان ۲ مرتبه همراه با فین بلر
- قهرمان کمربند تگ تیم راو ۲ مرتبه همراه با فین بلر
- قهرمان کمربند سنگین وزن جهان ۱ مرتبه
- مستر مانی این د بنک  2023
- قهرمان کمربند نورف آمریکن ۱ مرتبه
- قهرمان کمربند یونایتد استیس ۱ مرتبه
- جایزه اسلمی ۱ مرتبه (بهترین فکشن سال ۲۰۲۳ همراه با جاجمنت دی)